# Rospuda
Rospuda – rzeka w północno-wschodniej Polsce, górny bieg rzeki Netty. Przepływa przez Pojezierze Suwalskie i północno-zachodnią część Puszczy Augustowskiej.
Długość rzeki wynosi ok. 102 km, powierzchnia jej zlewni ok. 900 km², a średni przepływ (w Raczkach) – 2,57 m³/s.

## Przebieg
Rospuda stanowi górny bieg rzeki Netty, prawego dopływu Biebrzy. Przedstawiane są rozbieżne lokalizacje źródeł rzeki przez różnych autorów.
- Według publikacji z 2007 roku początkowy bieg Rospudy wypływa ze wschodniego krańca Niskiego Jeziora, a następnie płynie do jeziora Szymanek[2].
- Według innych, rzeka bierze swój początek ze strumieni wypływających ze zboczy wzniesień leżących na południe od Puszczy Rominckiej, na południowy wschód od Gołdapi (Przejmowa Góra – 213,4 m, Jastrzębia Góra – 230,8 m, Słupowa Góra – 247,9 m, Lisia Góra – 259,5 m). Właściwa rzeka wypływa dopiero z Jeziora Czarnego[3][4]. Jednakże według Mapy Podziału Hydrograficznego Polski wody z Lisiej Góry spływają do Czarnej Strugi w zlewni rzeki Rominty[2].
- Wojewódzki inspektorat ochrony środowiska przyjmuje za początek Rospudy ciek wypływający z jeziora Młynówek[5].

### Dalszy przebieg

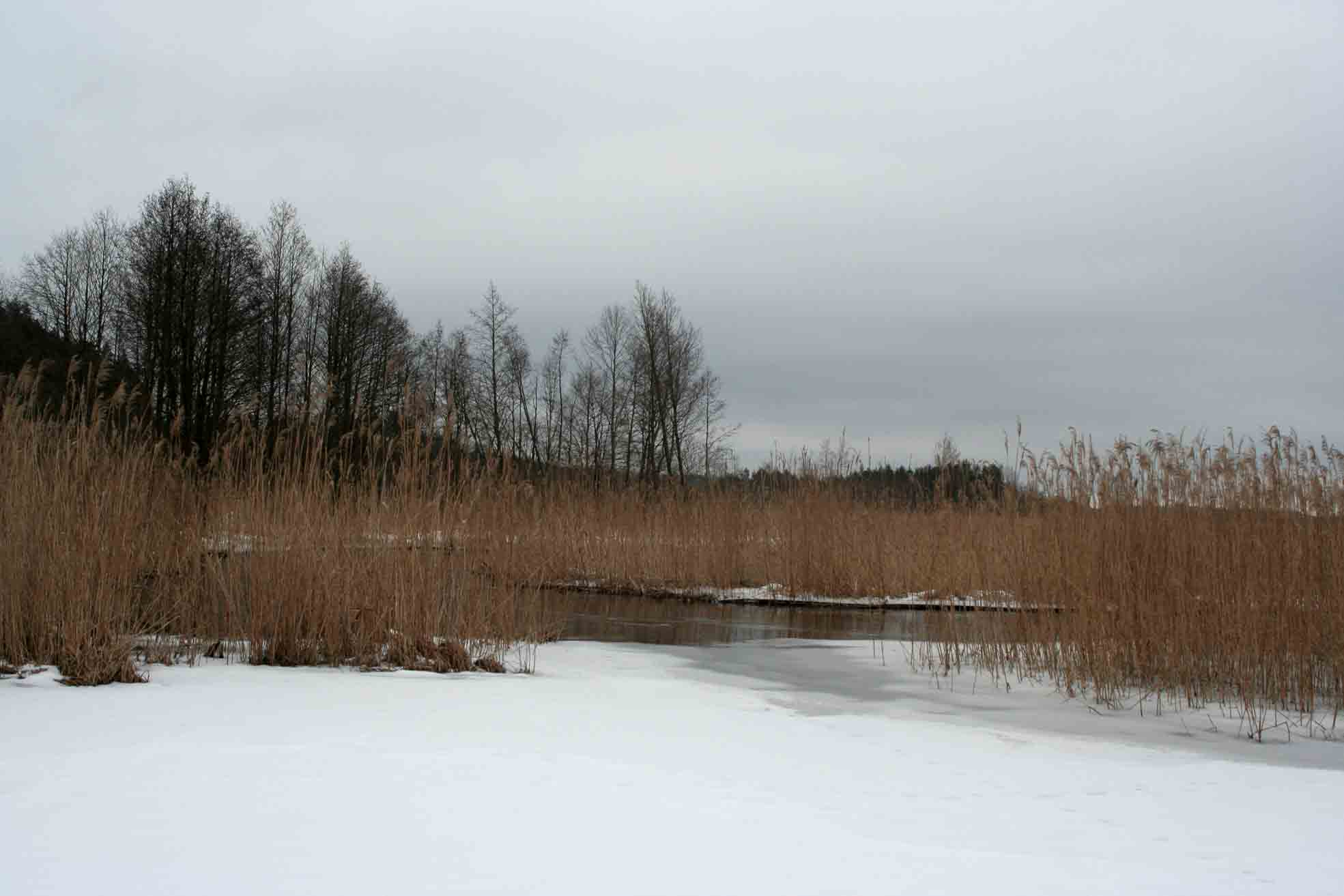
Rospuda zimą

Dalej rzeka przepływa w kierunku południowym i południowo-wschodnim przez łańcuch 9 wąskich, polodowcowych jezior: Rospuda Filipowska, Jezioro Kamienne, Jezioro Długie, Garbas, Jezioro Głębokie, Sumowo Bakałarzewskie, Jezioro Okrągłe, Bolesty i Rospuda Augustowska, do którego uchodzi.
W górnym biegu, na odcinkach pomiędzy jeziorami, Rospuda ma wąskie i kręte koryto, nurt szybki, a dno kamieniste, przypominając nieco górski potok. Płynie poprzez lasy i łąki, wąską doliną o wysokich, stromych brzegach. Częste są zakola, przełomy i powalone drzewa. Wąskie jeziora rynnowe ciągną się kilometrami – dwa najdłuższe, Rospuda Filipowska i Bolesty, mają 5,8 km długości przy szerokości zaledwie 0,4–0,8 km. Ich brzegi są wysokie, czasem zalesione, a czasem porośnięte łąką i poprzecinane wąwozami. Te wąwozy to efekt erozji pod wpływem spływających wód deszczowych.
W dolnym biegu rzeka, wpływając w Puszczę Augustowską, zmienia charakter na typowo nizinny. Meandruje w podmokłej dolinie nadrzecznej pośród trzcinowisk. Przepływa przez uroczyska: Święte Miejsce i Młyńsko. Koryto rzeki rozszerza się tam, tworząc zabagnioną nieckę zajętą przez torfowiska.
Dopływy:
- Zuśnianka
- Blizna
- rzeczki, drobne strumyki, odpływy jezior: Szczebra, Olszanka, Jałówka, Czerwonka, Kamionka, Malinówka, Zusna, Skazdubica.

Miejscowości nad Rospudą:
- Filipów
- Bakałarzewo
- Raczki
- Augustów

## Dolina Rospudy
Rospuda płynie poprzez typowe formy rzeźby młodoglacjalnej: jeziora rynnowe, ozy (długie, kręte wzgórza) i płaskie powierzchnie sandrowe. Krajobraz ten jest wynikiem działalności lądolodu skandynawskiego w okresie zlodowacenia bałtyckiego: rynna, w której płynie Rospuda, została wyżłobiona przez potok płynący pod lodowcem; ozy powstały z materiału akumulowanego przez płynącą wodę; a sandr to rozległy stożek napływowy, zbudowany ze żwirów i piasków osadzonych przez wody wypływające spod lodowca.

## Przyroda

### Szata roślinna

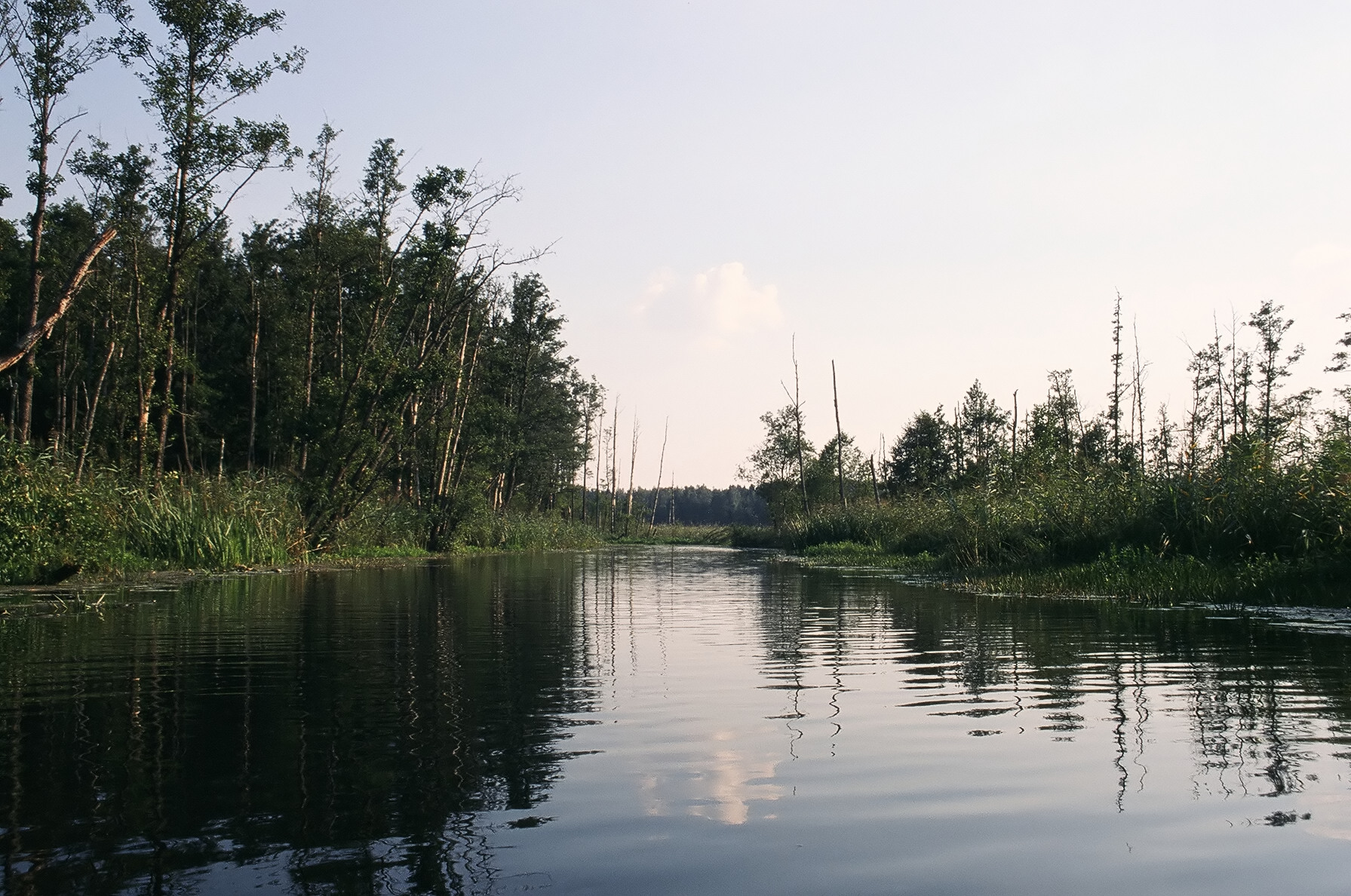
Rospuda pomiędzy Jeziorem Okrągłym a Sumowo Bakałarzewskie, koło wsi Kotowina

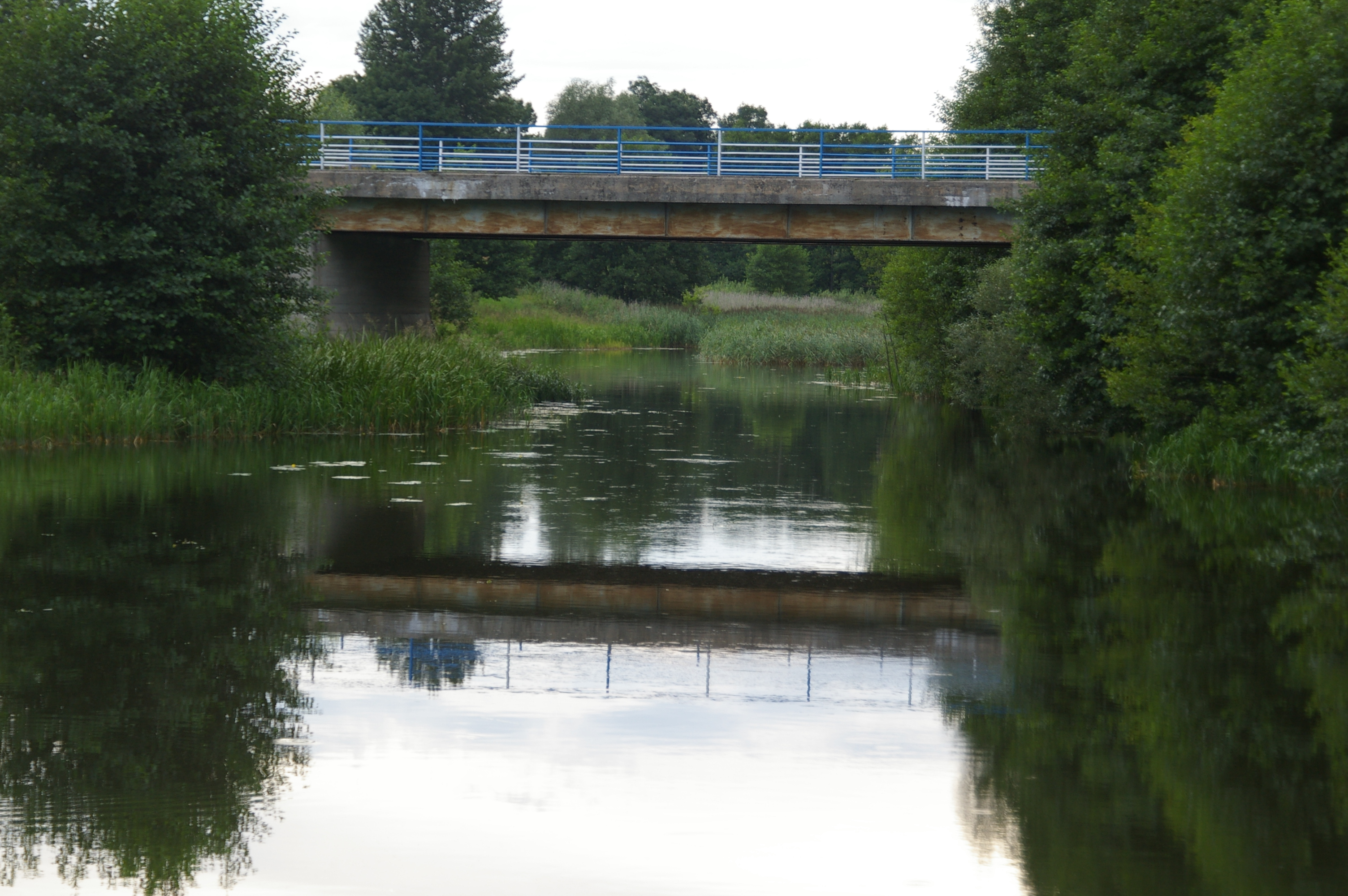
Rospuda za jeziorem Bolesty

W dolnym biegu między uroczyskiem Święte Miejsce a ujściem do jeziora Rospuda Augustowska rzeka przepływa przez obszar torfowiskowy tworzony m.in. przez torfowiska niskie i wysokie, przede wszystkim jednak przez przepływowe (soligeniczne) torfowiska przejściowe o naturalnych, niezaburzonych przez człowieka, stosunkach wodnych. W uproszczeniu, torfowisko to utrzymuje stały wysoki poziom wody, dzięki czemu nie zarasta drzewami i krzewami. Różni się tym od zbliżonych obszarów bagiennych naruszonych ingerencją człowieka (takich jak np. Bagna Biebrzańskie), które dla utrzymania roślinności nieleśnej wymagają powtarzanych zabiegów ochrony czynnej, np. regularnego koszenia.
Torfowiska soligeniczne, porośnięte przez mechowiska z klasy Scheuchzerio-Caricetea nigrae, zajmują powierzchnię ponad 100 ha i stanowią najcenniejsze siedlisko przyrodnicze doliny. Bliżej koryta rzeki występują szuwary trzcinowe (Phragmitetum australis), mozgowe (Phalaridetum arundinaceae), a także mannowe (Glycerietum maximae). Starorzecza są w dużym stopniu zarośnięte przez osokę aloesowatą (Stratiotes aloides). Znaczną powierzchnię zajmują również szuwary wielkoturzycowe – Caricetum appropinquatae, Cicuto-Caricetum pseudocyperi, rzadziej Caricetum distichae, Caricetum ripariae i Thelypteridi-Phragmitetum.
Dolina Rospudy jest objęta ochroną ze względu na występowanie rzadkich gatunków roślin i zwierząt. Rośnie tam m.in. 20 przedstawicieli rodziny storczykowatych, podlegającej ścisłej ochronie prawnej, w tym jedyne w Polsce stanowisko miodokwiatu krzyżowego (Herminium monorchis), rośliny wpisanej do Polskiej Czerwonej Księgi Roślin.

### Fauna
W wodach dolnego biegu rzeki bytują chronione, rzadkie i zagrożone gatunki bezkręgowców. Trzy gatunki objęte są ochroną na podstawie załącznika II dyrektywy siedliskowej: małż skójka gruboskorupowa (Unio crassus) oraz ważki zalotka większa (Leucorrhinia pectoralis) i trzepla zielona (Ophiogomphus cecilia). Odnotowano tu także chronione i umieszczone w Polskiej czerwonej księdze zwierząt: małża szczeżuję wielką (Anodonta cygnea) i pijawkę lekarską (Hirudo medicinalis). Ryby zasiedlające wody Rospudy reprezentowane są m.in. przez różankę (Rhodeus sericeus) i piskorza (Misgurnus fossilis) – gatunki objęte ochroną ścisłą, umieszczone w załączniku II dyrektywy siedliskowej i Polskiej czerwonej księdze zwierząt.
Spośród ssaków występują tu m.in. bobry (Castor fiber), wydry (Lutra lutra); nad powierzchnią wody obserwowano również żerujące nietoperze: nocka rudego (Myotis daubentonii) i umieszczonego w załączniku II dyrektywy siedliskowej nocka łydkowłosego (Myotis dasycneme).
W Dolinie Rospudy i przylegających do niej lasach gniazdują liczne chronione gatunki ptaków, objęte załącznikiem I dyrektywy ptasiej, wśród nich związany z samym korytem rzeki zimorodek (Alcedo atthis). Obszar ten jest również żerowiskiem dla ptaków gniazdujących na pobliskich terenach, w tym w Puszczy Augustowskiej.

### Ochrona przyrody
Rospuda przepływa przez obszar północno-wschodniej Polski, który należy do Zielonych Płuc Polski, czyli regionalnego systemu ochrony tożsamości przyrodniczej i kulturowej.
Rzeka w południowym biegu przepływa przez obszary sieci Natura 2000: obszar mający znaczenie dla Wspólnoty „Ostoja Augustowska” oraz obszar specjalnej ochrony ptaków „Puszcza Augustowska”. Teren od jeziora Rospuda Filipowska do miejscowości Raczki (tzw. „Dolina Górnej Rospudy”) został zaproponowany jako specjalny obszar ochrony siedlisk
Większą część doliny rzecznej z wyłączeniem niektórych miejscowości i obszaru źródliskowego obejmuje obszar chronionego krajobrazu Dolina Rospudy. Celem utworzenia obszaru jest ochrona i zachowanie doliny Rospudy odznaczającej się wysokim stopniem naturalności, z roślinnością torfowiskową zbiorowisk leśnych i nieleśnych.
Dolny bieg Rospudy stanowi strefę ciszy.
Dolny obszar przez który przepływa Rospuda, przedstawiana jest jako węzeł o znaczeniu międzynarodowym w koncepcji Krajowej Sieci Ekologicznej ECONET–PL ze względu na uwarunkowania: geomorfologiczne, hydrologiczne, biotyczne, strukturę krajobrazu oraz istniejące i proponowane obszary chronione

### Zagrożenia dla przyrody

„Zielona wstążka” – znak przeciwników budowy obwodnicy przecinającej Dolinę Rospudy

Przyroda Doliny Rospudy była zagrożona planowaną budową obwodnicy Augustowa, będącej dawniej częścią drogi Via Baltica (obecnie zatwierdzono nowy przebieg tej trasy). W przypadku realizacji projektu zarówno sama trasa szybkiego ruchu, jak i prace przy jej budowie mogły przyczynić się do zniszczenia przyrody, w tym miejsc gniazdowania ptaków i stanowisk chronionych roślin. Budowa estakady mogła naruszyć wrażliwe stosunki wodne w obrębie doliny. Tego zdania byli działacze pozarządowych organizacji ekologicznych i przyrodniczych (m.in. Centrum Ochrony Mokradeł (dawniej Stowarzyszenie „Chrońmy Mokradła”), Greenpeace, Klub Przyrodników, Komitet Ochrony Orłów, Ogólnopolskie Towarzystwo Ochrony Ptaków, Polskie Towarzystwo Ochrony Przyrody „Salamandra”, Pracownia na rzecz Wszystkich Istot, Towarzystwo Przyrodnicze „Bocian”, WWF, Zielone Mazowsze), którzy wielokrotnie i w różny sposób protestowali przeciw projektowi poprowadzenia obwodnicy przez torfowiska w dolnym biegu Rospudy.
Przeciwko poprowadzeniu drogi przez Dolinę Rospudy protestowała też część naukowców: botaników, zoologów, specjalistów od ekologii, hydrologii i szaty roślinnej torfowisk.
Komisja Europejska, opierając się na dokumentacji projektu, zarzucała przedsięwzięciu szkodliwy wpływ na ornitofaunę stanowiącą przedmiot ochrony obszaru Natura 2000, niejasności w raporcie w odniesieniu do wpływu przedsięwzięcia na stosunki wodne oraz wadliwe przygotowanie programu kompensacji przyrodniczej.
Stanowiska tego nie podzielali eksperci pracujący na zlecenie GDDKiA. Według nich, ze względu na estakadę przebiegającą nad doliną oraz sposób jej budowy, zniszczenia byłyby niewielkie i zostałyby zrekompensowane, zaprojektowano urządzenia odprowadzające wodę z jezdni poza dolinę.
Państwowa Rada Ochrony Przyrody (organ doradczy Ministerstwa Środowiska) wydała negatywną opinię w sprawie inwestycji, wskazując że jakakolwiek kompensacja przyrodnicza nie będzie w tym wypadku możliwa, jak również, że przygotowane dla GDDKiA oceny oddziaływania na środowisko nie zawierają prawidłowej oceny typu ekologicznego torfowiska, a modele jego funkcjonowania są nieprawidłowe, szczególnie model zasilania torfowiska w wodę.
Wiosną 2009 roku rząd przedstawił projekt ominięcia dolnej torfowiskowej części Doliny Rospudy i poprowadzeniu obwodnicy w pobliżu wsi Raczki. W listopadzie 2009 rząd zmienił przebieg trasy Via Baltica.

## Jakość wód
Według badań z 2007 roku dokonanych za ujściem rzeki Blizny w uroczysku Kozia Szyja (w odcinku ujściowym) wody Rospudy odpowiadały III klasie czystości. Stwierdzono, że rzeka na tym odcinku nie nadaje się do bytowania ryb w warunkach naturalnych, przy czym wskaźnikami dyskwalifikującymi były: wysokie stężenie azotynów i niska zawartość tlenu rozpuszczonego.

## Zagospodarowanie

Trasy kajakarskie Rospudą, Blizną i Czarną Hańczą

### Turystyka wodna
Rospudą prowadzi szlak kajakowy o długości 67 km. W górnym biegu rzeki trudnością dla kajakarzy mogą być gwałtowne zakręty, kamieniste mielizny, głazy, paliki powbijane w dno rzeki czy zwalone drzewa. W dolnym biegu rzeka wije się pośród ścian trzcinowisk, zasłaniających widoczność obu brzegów. Na całej trasie są dogodne miejsca do biwakowania.

### Gospodarka rybacka
Administratorem wód Rospudy jest Regionalny Zarząd Gospodarki Wodnej w Warszawie, który podzielił bieg rzeki na 4 obwody rybackie.

## Historia

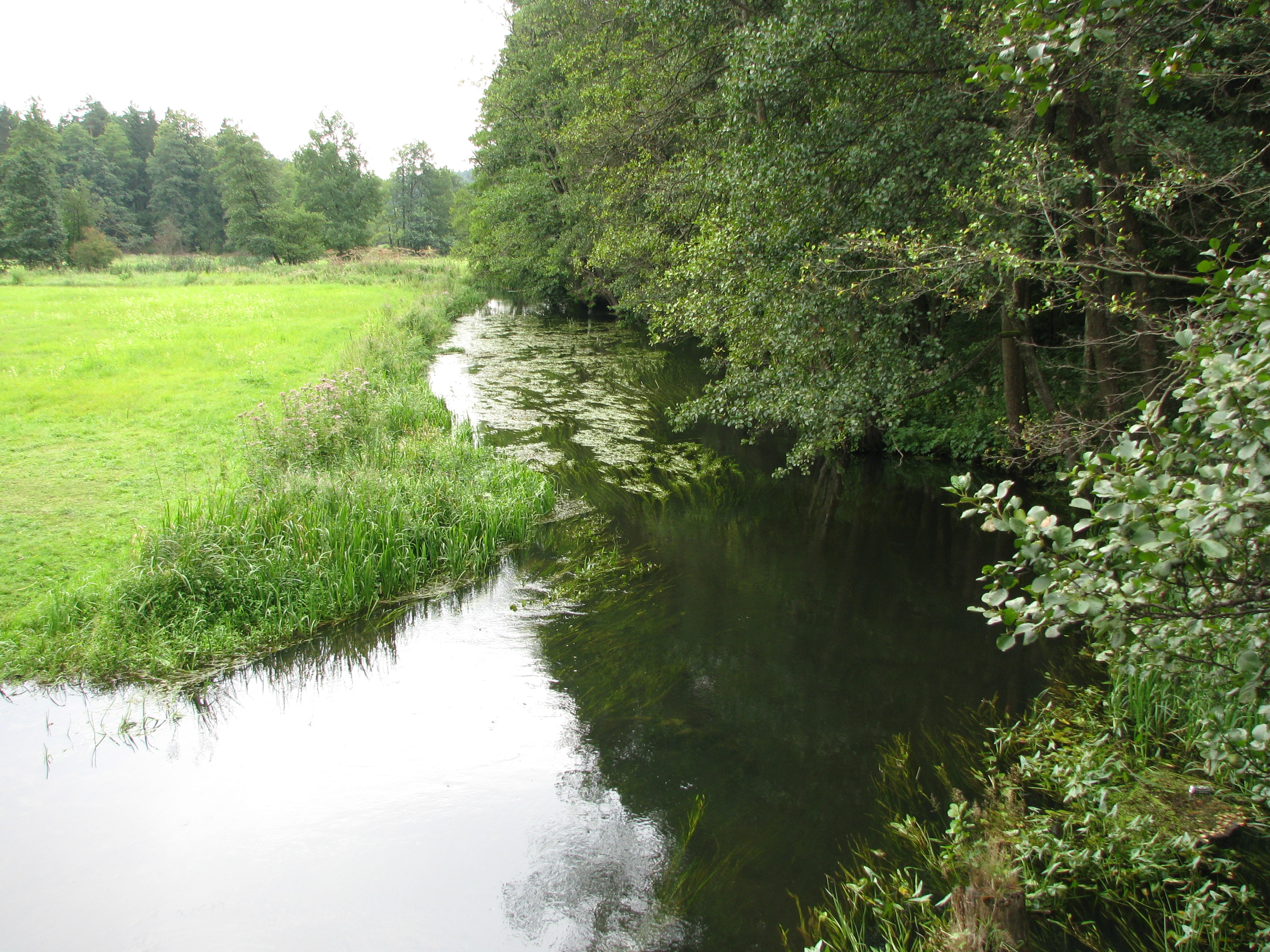
Rospuda koło Świętego Miejsca

Tereny, przez które płynie Rospuda, były niegdyś częścią Jaćwieży. Znajduje się nad nią uroczysko Święte Miejsce, które było miejscem kultu religijnego Jaćwingów. Od XV wieku Rospuda stanowiła granicę między Litwą a ziemiami zakonu krzyżackiego.
We wsi Dowspuda na południe od Raczek, na wysokim brzegu zachowały się ruiny neogotyckiego pałacu Paca, wybudowanego w latach 1820-1827. Właściciel pałacu, Ludwik Michał Pac, w 1824 roku zlecił wykonanie na 3-kilometrowym odcinku rzeki między Raczkami, Dowspudą i nieco poniżej 12 kamiennych progów, które tworząc wodospady miały upiększać okolicę. Tamy, podobnie jak pałac, zostały później rozebrane, a obecnie jedynym śladem po nich są kamieniste mielizny.
W dolnym biegu Rospudy za wsią Szczebra, na skraju polanki z widokiem na dolinę rzeki, w lipcu 1972 roku kręcono jedną ze scen filmu telewizyjnego Czarne chmury.

## Hydronimia
Dawniej, w zależności od odcinka, rzeka zwana była Rowspudą, Dowspudą (tę nazwę wymienia akt erekcyjny kościoła w Raczkach z 1599 r.), Filipówką (pod Filipowem) lub Kamienną.
Zdaniem prof. Knuta Olofa Falka wcześniejsza nazwa rzeki i jeziora – Dowspuda – pochodzi od złożonego jaćwieskiego słowa Dau-spūda, które oznaczało „naciskanie, mocne ciśnienie”. Wzięło się to jakoby stąd, że rzeka na wiosnę podnosi swój poziom prawie o metr, co powoduje wtłaczanie wód z powrotem do jej dopływów i odwracanie kierunku ich nurtu. Zjawisko to można obserwować na rzeczce Jałówce (łączącej Rospudę z jeziorem Jałowo) oraz na Klonownicy, łączącej jeziora Rospuda Augustowska i Necko z Jeziorem Białym Augustowskim.
Według Eugeniusza Pietruszkiewicza nazwa może pochodzić od pruskiego słowa dousin, oznaczającego „duszę” lub „ducha” . Słowo to zostało odnotowane w słownikach język pruskiego i występowało prawdopodobnie także w języku jaćwieskim . W takim przypadku nazwa określałaby miejsce związane z duszami, co odpowiada wierzeniem Bałtów, według których po śmierci dusze ludzi zamieszkiwały wybrane rzeki i jeziora . Nie wiadomo jednak, co oznaczałby drugi człon nazwy – puda .
Kolejną etymologię zaproponował Jan Safarewicz. Zdaniem badacza określenie Dau-spūda mogło oznaczać raczej rzeka „szeroko władnąca” (rzeka, która ma władzę) niż „mocno naciskająca”, ponieważ na Litwie nie występują nazwy z drugim spáusti w znaczeniu „naciskać”. Według jeszcze innej hipotezy pierwotna jaćwieska nazwa mogła znaczyć „wąska”, „ściśnięta” rzeka.